# Yūko Satō (Politikerin)
Yūko Satō (jap. 佐藤 夕子, Satō Yūko; * 6. Januar 1963 in Nagoya, Präfektur Aichi) ist eine japanische Politikerin. Von 2009 bis 2012 war sie Abgeordnete des Unterhauses für den 1. Wahlkreis Aichi.
Satō, Absolventin der Kurzuniversität der Kinjō Gakuin Daigaku, arbeitete nach ihrem Studienabschluss in Pädagogik 1983 zunächst in einem Kindergarten in Nagoya. 1992 wechselte sie in die Privatwirtschaft. 2007 wurde sie für den Wahlkreis Higashi-ku ins Präfekturparlament Aichi gewählt. Für die Unterhauswahl 2009 gab sie ihr Mandat auf und kandidierte als Nachfolger ihres Mentors Takashi Kawamura, inzwischen Bürgermeister von Nagoya, für das nationale Unterhaus. Den 1. Wahlkreis Aichi, eine demokratische Hochburg, konnte sie für die Demokratische Partei gegen Yōsuke Shinoda (LDP) und drei weitere Kandidaten klar für sich gewinnen.
2011 verließ Satō die Partei und schloss sich Takashi Kawamuras Genzei Nippon an. 2012 wurde sie damit Mitglied der Han-TPP, dann der Zukunftspartei. Für diese verlor sie bei der Shūgiin-Wahl 2012 den 1. Wahlkreis Aichi um rund 17.000 Stimmen an Hiromichi Kumada (LDP). Mit diesem Wahlkreisergebnis wurde sie Zweite auf der Liste der Zukunftspartei in Tōkai, aber die Partei gewann dort nur ein Verhältniswahlmandat.
Bei der Stadtparlamentswahl in Nagoya 2015, Teil der einheitlichen Wahlen im April, wurde Satō im Wahlkreis Higashi-ku („Bezirk Ost“; zwei Mandate) als Kandidatin der Genzei Nippon mit dem zweithöchsten Stimmenanteil ins Stadtparlament gewählt.